# Укрська волость
56°20′31″ пн. ш. 23°03′28″ зх. д. / 56.34194° пн. ш. 23.05778° зх. д.
У́крська волость (латис. Ukru pagasts) — волость Латвії, територіальна одиниця Ауцського краю (одна з семи одиниць). Знаходиться на Земґальській рівнині Средньолатвійської низовини і частково в західній частині Вадакстської рівнини.
Межує з Бенською і Вітіньською волостями свого краю, Букайшською волостю Терветського краю, а також з Ґайжайчяйським і Жаґарським староствами Йонішкського району Литви.
Найбільш великі населені пункти Бенської волості: волосний центр Укрі латис. Ukri, Снікере і Вілкалі.
Територією волості протікають річки: Церпайне, Дабікене, Тервете, Свепайне.
Найвища точка — 88.2 м
Національний склад: 67,8% — латиші, 17,7% — литовці, 6,1% — росіяни, 4,5% — білоруси, 1,9% — поляки.
Волость перетинають автомобільні дороги Букайші — Лачі та Нєсава — Снікере.
Населення у 2010 році складало 471 особу.

## Історія
У XII столітті на цій території, історично пов'язаній із землями литовського Жаґере, проживали земґали. В XIII столітті північна частина відійшла до Лівонського ордену, а південна залишилася в підпорядкуванні Великого князівства Литовського.
На території волості в XIX столітті перебували Снікерський і Укрський маєтки.
Відповідно до Латвійсько-Литовського договору 1920 р. стався обмін територіями і Укрська волость, колись колишня частина Ковенської губернії перейшла в 1921 р. до складу латвійського Єлґавського повіту.
У 1935 р. територія Укрської волості становила 46,5 км², у ній мешкало 1047 осіб, з яких 79% були етнічними латишами.
Після Другої світової війни були організовані 5 колгоспів. Надалі вони були об'єднані в радгосп «Укрі», але ліквідований на початку 1990-х років.
У 1945 р. у волості були утворені Ражська та Укрська сільські ради.
У 1949 р. відбулося скасування волосного поділу й Укрська сільрада входили до складу Ауцського району (1949–1959 рр.) і Добельського району (після 1959 р.).
У 1954 р. до Укрської сільради була приєднана території ліквідованої Ражської сільради, в 1958 р. — територія радгоспу «Укрі» Букайшської сільради і Бенського волосного колгоспу «Зелменіс». У 1961 р., 1965 р. і 1977 р. послідували ще чергові обміни територіями із сусідніми сільрадами.
У 1990 р. Укрська сільрада була реорганізована у волость.
У 2009 р., по закінченні латвійської адміністративно-територіальної реформи, Укрська волость увійшла до складу Ауцського краю.
У наші дні в волості знаходяться декілька економічно активних підприємств, бібліотека, фельдшерський пункт, поштове відділення.
| Прапор Латвії | Це незавершена стаття про Латвію. Ви можете допомогти проєкту, виправивши або дописавши її. |